# ブレードサーバ

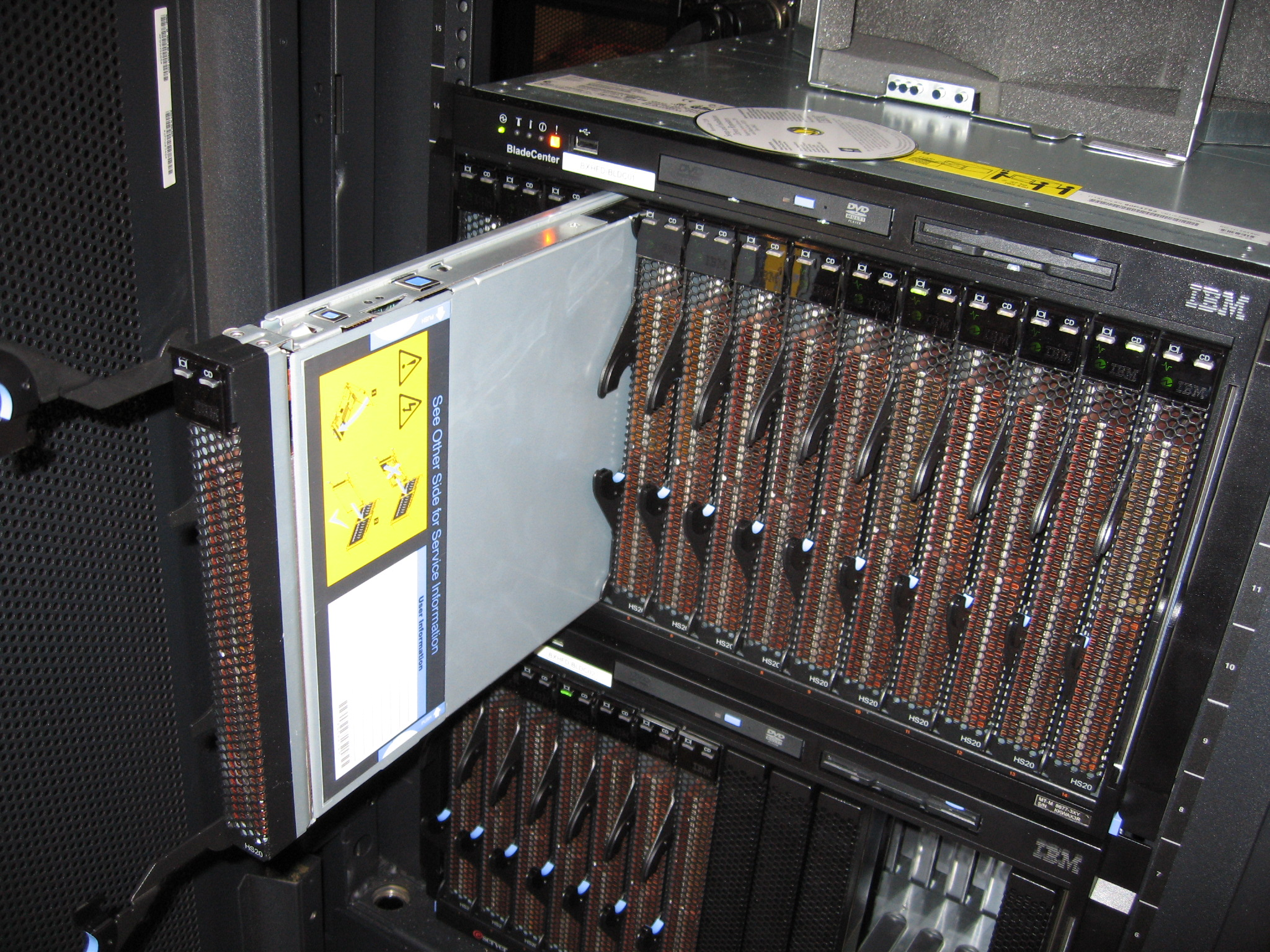
IBM BladeCenter

ブレードサーバ（blade server）は、ブレード（=Blade）と呼ばれる抜き差し可能なサーバを複数搭載可能な筐体（ケース）内に搭載した形態のサーバコンピュータである。

## 概要
従来のラックマウント型サーバは、高さと幅の規格がEIA（アメリカ電子工業会）により決められており、幅は19インチ、高さは1.75インチ（44.45mm）を1U（ユニット）とし、U単位で製品化されてきた。しかし大量にサーバを導入しなければならない分野では、1Uや1Uハーフサーバ（奥行きが通常の半分のサーバ）といった薄型ラックマウントでもスペースを取りすぎる場合がある。
ブレードサーバはこの解決案の一つとして、U単位の高さを持つ筐体にブレード（=刃）のように薄いサーバを挿し込むことで（プラグ・イン）、ラックマウントよりもさらに高密度に設置することを可能とするサーバとして開発された。ラックマウント型の製品ならば個別に備える電源ケーブルや冷却装置、外部インターフェイス等を、ブレードサーバでは筐体側に搭載し、各ブレードが共有する。これで、狭いスペースに大量のCPUを集積でき、電力効率も優れる。また、配線の取り回し易さや、取り付け部をレバー化することでツールレス保守が可能になるため、ハードウェア保守の観点からも優位である。
当初は、多数のサーバで負荷と故障リスクを分散し一つ一つのサーバに性能や信頼性が求められない分野（Webサーバなど）をターゲットとした製品が中心であったが、そのメリットが企業の業務システムデータセンターの施設、運用コスト削減のニーズと合致していたことで、次第に通常のラックマウント型サーバと同等かそれ以上の性能や信頼性が実装された製品も市場に登場するようになった。
また、コンピュータに必要な機能をモジュール化することで、計算モジュール（CPU、メモリ、マザーボード）とI/Oモジュール（IP系のLAN、ストレージ系のFCやSASの配下にあるRAIDディスク）を冗長化し、耐障害性の向上やハードウェア仮想化機能のサポートを提供する機種もある。
高密度化のために、低消費電力型のCPUを採用したり、メモリ容量やハードディスク容量の拡張範囲を狭めたりと、ラックマウント型と比べて性能を犠牲にした面もあった。しかし、現在ではCPUの低消費電力化と多コア化、メモリ、ハードディスクの大容量化が進み、必要十分な性能を備える製品が多い。

## システム
ほぼ統一されている機能として、業界標準のEIA19インチラック内に搭載できる筐体内に、複数のブレードを搭載することができる。
各ブレード上にCPUやメモリ、I/Oバス、ストレージなど、コンピュータとして動作するために必要な機能のほとんどが搭載されている。それぞれのブレードサーバが1台ずつサーバコンピュータとして動作が可能である。筐体内に、LAN、リムーバブルメディアが統合された製品や、冗長化電源の増設、非冗長化電源の搭載ができるものもある。一般管理ツールを使わずに、メーカが提供する一括管理機能が利用できる製品もある。
また、2.5インチハードディスク1台、または2台を搭載し、シングルまたはRAID1稼働だったものが、RAID5かつホットスワップできるものも発売されてきている。SANブートや仮想化に対応したものも多い。
当初は7Uのスペースに14台のブレードが搭載できるものが主流であったが、現在では3〜10Uに複数のブレードを収納している。格納効率を重視したもの、信頼性を重視したもの、仮想化を重視したもの、消費電力を重視したものなどさまざまである。

## 主なブレードサーバ開発企業およびブランド名（50音順）
- DELL PowerEdge Mシリーズ
- HPE BladeSystem
- Lenovo BladeCenter
- Cisco UCS
- Supermicro
- 日立 BladeSymphony